# 默斯东县

所在位置

默斯东县，巴基斯坦俾路支省的一个县，位于该省中部。 1991年，析置自喀拉特县。总面积5,896 km2 (2,276.5 sq mi)，总人口180,000(2005)。县治位于马斯东镇。 

## 行政区划
默斯东县分为3个乡。